# NGC 201
NGC 201 је спирална галаксија у сазвежђу Кит која се налази на NGC листи објеката дубоког неба.
Деклинација објекта је + 0° 51' 37" а ректасцензија 0h 39m 34,9s. Привидна величина (магнитуда) објекта NGC 201 износи 12,9 а фотографска магнитуда 13,6. NGC 201 је још познат и под ознакама UGC 419, MCG 0-2-115, CGCG 383-59, HCG 7C, IRAS 00370+0035, PGC 2388.